# Exil (película)
Exil es una película de suspenso dramático de 2020 dirigido por Visar Morina. El drama trata sobre un ingeniero farmacéutico (interpretado por Mišel Matičević) que es originario de Kosovo y vive en Alemania, que se siente acosado y acosado por su entorno laboral. El hombre de familia aparentemente bien integrado se ve cada vez más expulsado de la comunidad alemana.
La coproducción europea con participación alemana se celebró el 27. Tendrá su estreno mundial en el Festival de Cine de Sundance en enero de 2020. La película se mostró por primera vez en Alemania el 24 de abril. Febrero de 2020 como parte del Festival de Cine de Berlín en la sección Panorama. Un estreno en cines en Alemania tuvo lugar el 20 de agosto de 2020. La película fue presentada por Kosovo como una entrada para la 93.ª edición de los Premios Óscar en la categoría de Mejor Película Internacional.

## Argumento
Xhafer es un ingeniero farmacéutico nacido en Kosovo que vive en Alemania. Un día, al llegar del trabajo, encuentra una rata muerta en la puerta de su casa. Sospecha que proviene del laboratorio en donde trabaja, especialmente porque allí se siente intimidado. En particular, sospecha que su colega Urs es responsable de ejercer acoso laboral sobre él: se han enviado correos electrónicos importantes a todos los demás empleados menos a Xhafer. No recibe los documentos y datos que solicita, y al mismo tiempo se le acusa de ser incompetente a la hora de avanzar con un proyecto importante. Solo logra liberar algo de presión cuando tiene relaciones sexuales casuales con una empleada de limpieza nacida en Albania.
Su esposa alemana, con quien tiene dos hijas y un hijo pequeño, y que actualmente está haciendo su doctorado junto con su papel de madre, no cree que sea estas situaciones se deban a que sus colegas son xenófobos, si no a que el carácter de Xhafer no despierta simpatías. Incluso cuando su cochecito de bebés se incendia repentinamente frente a su casa, se siente discriminado por los policías alemanes. Debido a algunos incidentes mal interpretados, Xhafer también tiene la sensación de que su esposa podría estar engañándolo. Enloquecido, casi acaba estrangulándola en el lecho nupcial, lo que no hace más que agravar las preocupaciones de su esposa en torno a su paranoia y la carga de tener hijos y continuar con sus estudios.
Luego de que los incidentes con las ratas se repitan una serie de veces, Xhafer expresa su sospecha a su superior de que tiene algo que ver con ellos. Más tarde, en una reunión, su jefe agradece a todo el equipo por el buen trabajo de los últimos dos años, a la vez que alaba el multiculturalismo del equipo. Xhafer toma nota de esto impasible.
Manfred, uno de los pocos compañeros con los que Xhafer ha mantenido contacto privado, se traslada de repente a otra oficina. Las sospechas de Xhafer ahora recaen sobre Urs, otro compañero de trabajo que dejó de hablar con él hace tiempo. Xhafer lo amenaza con un tenedor y arroja en su escritorio las ratas que han ido dejando en su buzón. Urs luego se suicida en la empresa. Poco tiempo después, su viuda visita a Xhafer en casa. Ella le cuenta sobre los años de acoso que soportó Urs en el trabajo y que fue justamente Xhafer quien reemplazó a su esposo en su puesto anterior.
Luego del episodio con las ratas, Xhafer pierde su trabajo. Su esposa deja la casa y se muda con su madre junto a los niños.
Xhafer rastrea a un niño que apareció en su jardín una tarde y al que reconoce como el hijo de la limpiadora albanesa. Después de averiguar su dirección, visita a la familia; el padre está en silla de ruedas después de perder las piernas. Mientras se aleja, el niño le arroja un huevo crudo. Xhafer luego va, a pesar de sus reservas, al cumpleaños de su suegra, por quien nunca se sintió realmente aceptado.

## Producción
La película fue producida por Komplizen Film y coproducida por Frakas Productions, ICONIC Studio, WDR, Arte, VOO y BeTV. El guion fue financiado por el Comisionado de Cultura y Medios del Gobierno Federal, y la película también recibió una financiación de 600.000 euros. Recibió una cantidad igual de Film- und Medienstiftung NRW. Medienboard Berlin-Brandenburg proporcionó una financiación de producción de 200.000 euros, casi la misma cantidad de Eurimages.
Visar Morina, oriunda de Kosovo, dirigió y escribió el guion. El director, que nació en Pristina en 1979, llegó a Alemania cuando era adolescente, no hablaba alemán y tuvo que luchar por su puesto tanto en la escuela como en privado. En este sentido, el conflicto subyacente y el timbre emocional de la película son autobiográficos. Según el director, uno de los impulsos más importantes para el exilio fue la Nochevieja en Colonia, porque a sus ojos marcó un punto de inflexión en la forma en que el público afrontaba lo que se denomina migración: “A partir de entonces, la paranoia cundió. Más tarde, en abril de 2016, quise conducir de Viena a Colonia en coche, pero tuve que esperar una hora en la frontera porque la policía estaba haciendo controles. Morina había pensado que esto era imposible meses antes, quien considera que es uno de los mayores logros de Europa poder moverse sin obstáculos, pero de repente se mostró una cara completamente diferente de Europa. Antes de 2016 caminaba por la ciudad sin pensar en ser extranjero. Esto fue diferente después de la víspera de Año Nuevo.
El papel principal de Xhafer fue elegido por Mišel Matičević, cuyas raíces familiares están en Croacia. Sandra Hüller interpreta a su esposa. Rainer Bock y Thomas Mraz también se pueden ver en otros papeles.
El rodaje tuvo lugar entre agosto y octubre de 2018. La película se rodó en un total de 41 días en Colonia y sus alrededores. Matteo Cocco actuó como camarógrafo. Al comentar sobre su trabajo, Guy Lodge comenta en Variety que Cocco mantiene a Xhafer firmemente en la imagen como para reforzar su paranoia. En las escenas de la oficina, los travellings a través de un laberinto aparentemente ilimitado de pasillos distorsionaban la percepción que el espectador tenía de la realidad de Xhafer. En cuanto al trabajo del escenógrafo Christian Goldbeck, Lodge señala que mantuvo el interior de la oficina en tonos venenosos de amarillo y naranja para apoyar esta atmósfera.
La música de la película fue compuesta por Benedikt Schiefer. El mundo de pensamientos de Xhafer se acompaña repetidamente de ruidos de golpes y martillazos que terminan abruptamente.
La película se estrenó el 27 de abril. Se estrenará en el Festival de Cine de Sundance en enero de 2020. A partir del 24 En febrero de 2020, la película se presentó como parte del Festival de Cine de Berlín en la sección Panorama. El estreno en cines en Alemania tuvo lugar el 20 de agosto de 2020. A finales de septiembre y principios de octubre de 2020 se proyectó en el Festival de Cine de Zúrich y luego en CinÉast en Luxemburgo. En noviembre de 2020 se proyectó en el Festival de Cine Europeo de Sevilla y en el Festival Internacional de Cine de Tesalónica online en la sección Balcánica.

## Recepción

### Respuesta crítica

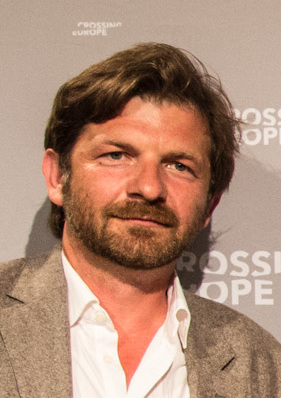
Director Visar Morina

De las reseñas enumeradas en Rotten Tomatoes, el 91% son en su mayoría positivas.
Allan Hunter de Screen International reconoce la "identidad" como un tema central del Exil, comparando la película del director Visar Morina con un cuento kafkiano de combustión lenta en el que la paranoia de un hombre refleja problemas sociales más amplios. La combinación de lo fascinante y lo inquietante asegura que la película se meta debajo de tu piel. La película debería resonar particularmente en países que lidian con problemas de integración y aceptación de sus comunidades de inmigrantes.
Michael Meyns del Gilde deutscher Filmkunsttheater explica que casi como en uno de los clásicos thrillers de paranoia de la década de 1970, Morina mantiene abierta la pregunta de qué es la realidad y qué es la imaginación, si Xhafer está siendo intimidado por alguien en su empresa o fuera de ella, o si él es pero es sólo una víctima de su imaginación. Al final, la respuesta a esta pregunta no importa, porque el sentimiento de no ser completamente parte de la sociedad alemana a pesar de todo probablemente sea real para muchos inmigrantes. Meyns lo resume: “Visar Morina muestra una desagradable verdad en Exil, levantando un espejo a las mentiras de la Alemania tan liberal, una sociedad a la que le gusta imaginarse abierta, pero cuyos prejuicios contra lo indefinido extranjero salen a relucir. con demasiada frecuencia.
Guy Lodge escribe en Variety que este estudio de personajes corta la psique de su protagonista con delicadeza quirúrgica, desencadenando un acto de equilibrio sutil pero peligroso mientras dramatiza dolorosamente la silenciosa xenofobia que Xhafer experimenta a diario. Sin trivializar sus tensiones políticas, Lodge ubica la ambigüedad en Exil en algún lugar entre los estudios de terror doméstico de Michael Haneke y las comedias salvajes de Ruben Ostlund sobre la inseguridad masculina. El notable logro de Mišel Matičević es que expresa el estado de ánimo de Xhafer a través de la expresión estoica, mientras que esta presencia impasible contrasta con la expresión más expresiva de Sandra Hüller.
El crítico de Roger Ebert, Nick Allen, también describe a Exil como una especie de thriller que haría Michael Haneke. La película se siente completa, aunque se trata principalmente de mostrar la creciente paranoia de Xhafer, solo para darle un poco de realidad cuando cree que las cosas están empeorando. Va de una escena cuidadosamente compuesta a la siguiente para mantenernos en sintonía con el horror interno de Xhafer.
Keith Uhlich de The Hollywood Reporter escribe que Exil explora el espacio entre los extremos psicológicos de manera bastante angustiosa y, a menudo, brillante, y Morina y el director de fotografía Mateo Cocco sumergen completamente al espectador en la perspectiva paranoica de Xhafer, manteniéndose cerca de él en casi todas las escenas. Matičević es sensacional como actor principal y mantiene sus ásperas expresiones faciales constantemente estoicas, lo que subraya el terror interiorizado de Xhafer. Las escenas en la compañía aparentemente anodina no están muy alejadas de Curb Your Enthusiasm, y la última toma es hilarantemente divertida en su indecisión, una elipse oscuramente cómica que resume una condición humana desgarradora sin un final a la vista.
En su reseña para epd Film, Birgit Roschy escribe que la creciente visión de túnel de Xhafer encuentra su contrapartida en los laberínticos pasillos y puertas de la oficina, a los que llama en vano, y en una atmósfera kafkiana que continúa en su edificio de apartamentos. A pesar de lo seguro que es este psicodrama en términos de estilo, algunos de los personajes secundarios parecían demasiado llamativos, dice Roschy. Por otra parte, Morina tiene éxito en escenas que te quitan el aliento por su densidad y precisión, como en las escenas en las que Xhafer experimenta una humillación tan brutal que no olvidas esta escena tan fácilmente.

### Premios (selección)
Exil fue presentado por Kosovo como una entrada para los Premios de la Academia 2021 en la categoría de Mejor Película Internacional y también fue preseleccionado para los Premios Globo de Oro 2021 como Mejor Película en Lengua Extranjera. En mayo de 2021, Exil fue preseleccionado para los German Film Awards. A continuación se presentan más premios y nominaciones.
Premio Alemán al Guion 2018
- Premiado con la Lola de Oro (Visar Morina)

Festival de Cine Alemán 2021
- Nominación al Premio del Público Rheingold

Premio de la Crítica Cinematográfica Alemana 2020
- Nominada a Mejor Largometraje (Visar Morina)
- Nominación Mejor Guion (Visar Morina)
- Premio al Mejor Actor (Mišel Matičević)
- Nominación a Mejor Música de Cine (Benedikt Schiefer)[21][22]

Festival de Cine de Sarajevo 2020
- Premio a la Mejor Película con el Corazón de Sarajevo (Visar Morina)[23]

Festival de Cine de Sundance 2020
- Nominación en el Concurso World Cinema Dramatic (Visar Morina)

Festival de Cine de Zúrich 2020
- Nominación en el "Concurso Focus"

## Enlaces web
- Exil Archivado el 15 de diciembre de 2019 en Wayback Machine. im Programm des Sundance Film Festivals (englisch)
- Exil im Programm der Filmfestspiele Berlin